# Delage Type D.8.15

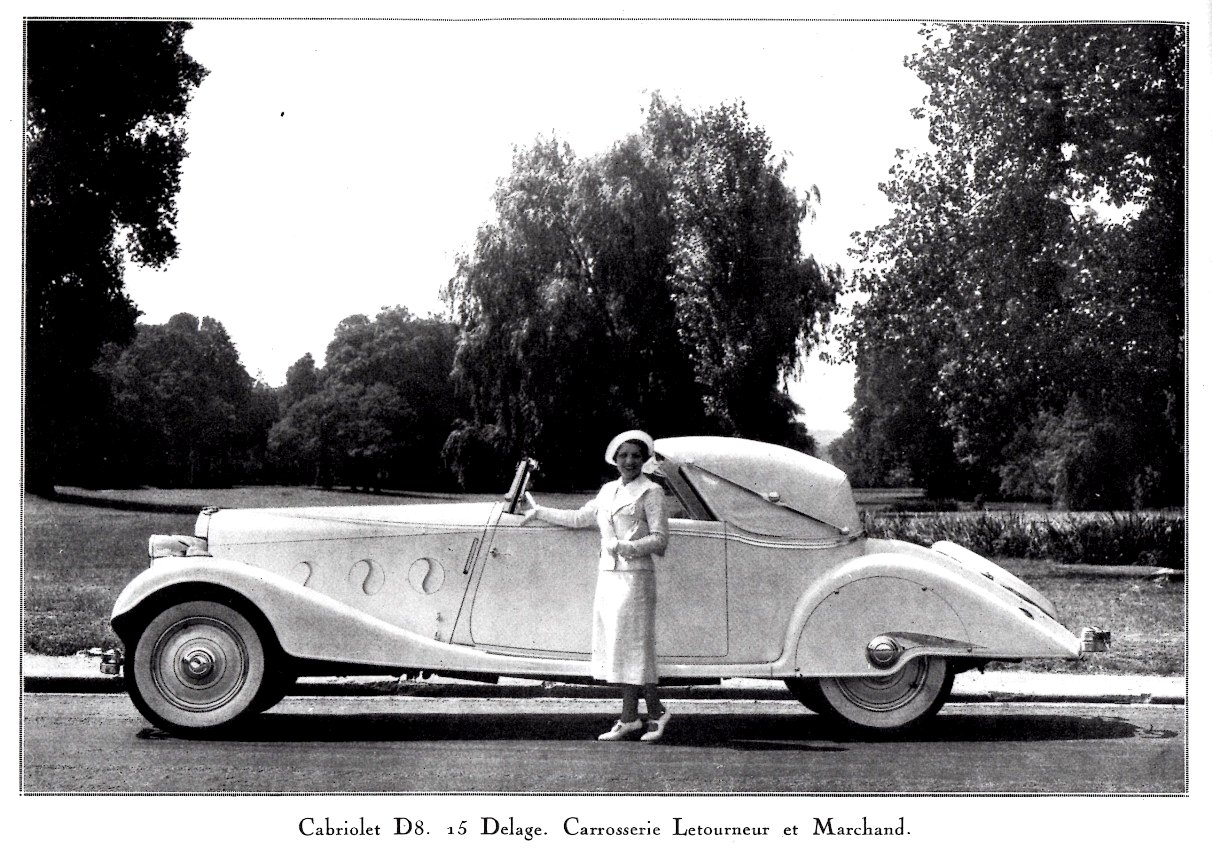
Delage Type D.8.15 als Cabriolet von Letourneur et Marchand

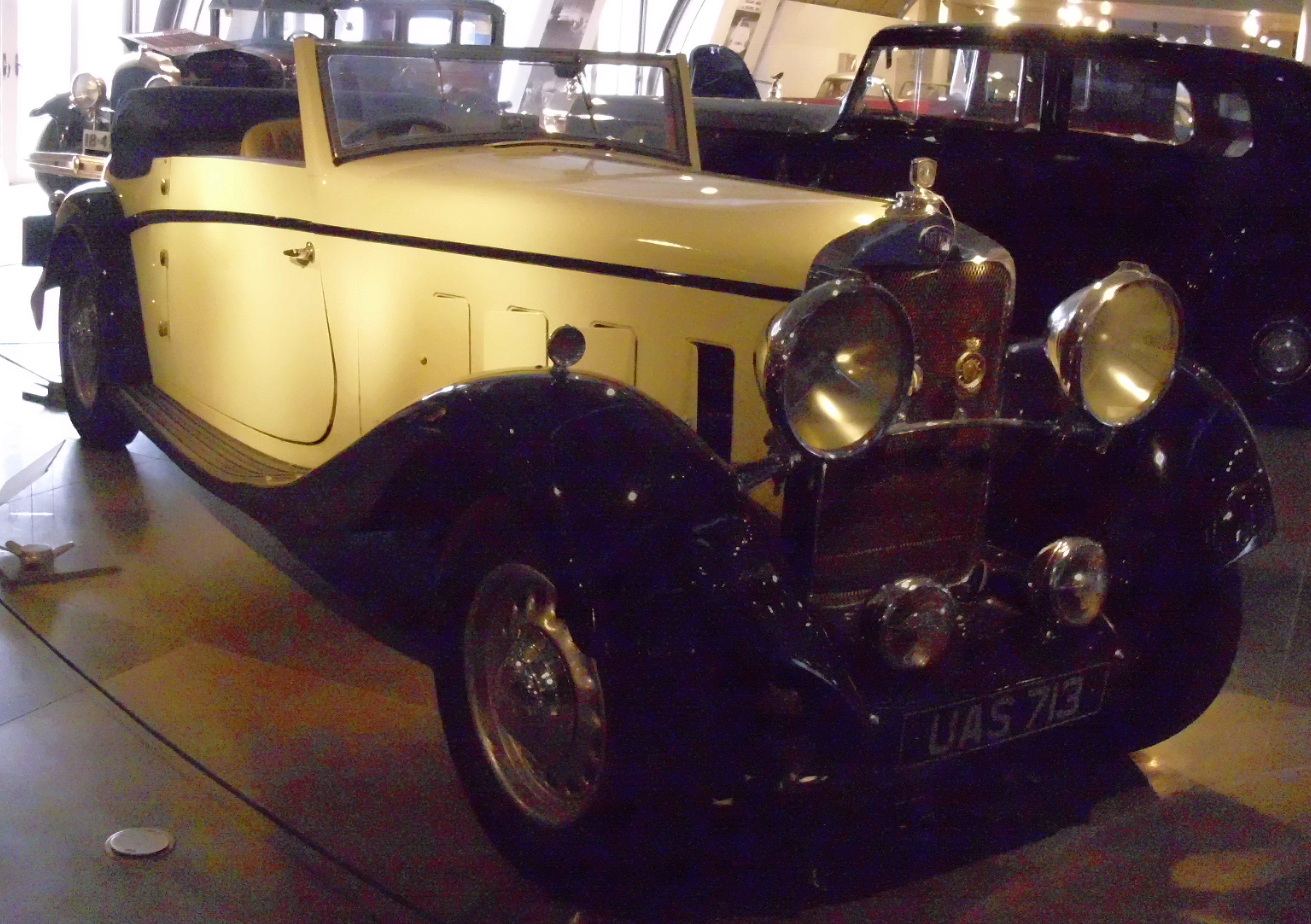
Delage Type D.8.15 S als Cabriolet

Der Delage Type D.8.15 war ein Pkw-Modell der französischen Marke Delage. Es gibt auch die Schreibweisen Delage Type D8.15 und Delage Type D8 15. Die 15 stand für die Steuereinstufung mit 15 Cheval fiscal. Für ähnlich benannte Modelle siehe Delage Type D.8.

## Beschreibung
Die nationale Zulassungsbehörde erteilte am 3. Juli 1933 dem Fahrzeug mit der Nummer 38.001 ihre Genehmigung. Delage bot das Modell von 1934 bis 1935 an. Es war das Delage-Modell mit dem kleinsten Achtzylindermotor und hatte weder einen direkten Vorgänger noch einen direkten Nachfolger.
Ein Achtzylindermotor vom Typ N 2 trieb die Fahrzeuge an. Er hatte 75 mm Bohrung und 75,5 mm Hub. Diese Abmessungen entsprachen dem Sechszylindermotor des Delage Type D.6.11. Das ergab 2668 cm³ Hubraum. Der Motor leistete 80 PS. Es gab neben der normalen Version die Varianten L für Lang und S für Sport. Letztgenannter hatte einen Motor vom Typ N 3. Weitere motorische Unterschiede sind nicht bekannt.
Das Fahrgestell hatte vorne 1480 mm und hinten 1440 mm Spurweite, bei der Sportvariante einheitlich 1360 mm. Der Radstand betrug 3060 mm bei der normalen Version und der Sportvariante sowie 3260 mm bei der langen Variante. Das Leergewicht lag zwischen 1540 kg und 1680 kg.
Aufbauten als zwei- und viertürige Limousine, Pullman-Limousine, Coupé, Cabriolet und Roadster sind überliefert.

## Stückzahlen und überlebende Fahrzeuge
Peter Jacobs vom Delage Register of Great Britain erstellte im Oktober 2006 eine Übersicht über Produktionszahlen und die Anzahl von Fahrzeugen, die noch existieren. Seine Angaben zu den Bauzeiten weichen in einigen Fällen von den Angaben der Buchautoren ab. Für dieses Modell bestätigt er die Bauzeit von 1934 bis 1935 an. Von etwa 505 hergestellten Fahrzeugen existieren noch 16 und von etwa 126 Type D.8.15 S noch 11.

## Auktionen
Bonhams versteigerte am 6. Februar 2014 eine viertürige Limousine von 1934 für 74.750 Euro.
Artcurial bot am 6. Februar 2015 einen Coach von Autobineau in schlechtem Zustand aus der Sammlung Baillon an, erwartete einen Preis von 30.000 bis 50.000 Euro, erzielte aber 125.160 Euro.
Osenat erzielte am 11. November 2018 für ein 1934er Cabriolet von Ateliers Henri Chapron 96.000 Euro. Osenat bot das gleiche Fahrzeug erneut am 23. März 2019 an und hoffte auf einen Preis von 80.000 bis 120.000 Euro an, konnte das Fahrzeug aber nicht versteigern.